# Love and the Devil
Pour plus de détails, voir Fiche technique et Distribution.
Love and the Devil est un film américain réalisé par Alexander Korda, sorti en 1929.

## Synopsis
Lord Dryan épouse Giovanna, une belle italienne chanteuse d'opéra, et l'emmène vivre avec lui en Angleterre. Giovanna est profondément amoureuse de Dryan, mais le climat anglais la déprime et bientôt elle rêve au soleil et aux applaudissements de son ancienne vie, et persuade son mari de retourner avec elle à Venise. Barotti, son ancien partenaire, conspire avec sa bonne pour atteindre la chambre de Giovanna la nuit sans qu'elle le sache. Dryan les trouve ensemble et blesse Barotti. Dryan ne croyant pas qu'elle lui ait été fidèle, Giovanna disparaît. Dryan est accusé de son meurtre, mais est acquitté. Dryan veut tuer Barotti, mais le ténor tombe en essayant de lui échapper et se tue. Dryan et Giovanna se retrouvent alors.

## Fiche technique
- Titre original : Love and the Devil
- Réalisation : Alexander Korda
- Scénario : Leo Birinski, Josef Laszlo
- Photographie : Lee Garmes
- Montage : John Rawlins
- Production : Ned Marin
- Société de production : First National Pictures
- Société de distribution : First National Pictures
- Pays de production :  États-Unis
- Langue originale : anglais
- Format : noir et blanc — 35 mm — 1,37:1 — Muet (il existe une version sonorisée en partie)
- Genre : Mélodrame
- Durée : 1 941,6 m (version muette), 2 008 m (version sonorisée)
- Date de sortie :
  - États-Unis : 24 mars 1929

## Distribution
- Milton Sills : Lord Dryan
- María Corda : Giovanna
- Ben Bard : Barotti
- Nellie Bly Baker : la bonne de Giovanna
- Amber Norman